# 新泽西州州旗

紐澤西州州旗

紐澤西州州旗以黃牛皮色為底，中央為該州州徽。州徽中的盾牌兩側分別為象徵自由與農業的女神，其下方的緞帶則寫有美國獨立的1776年以及「自由與繁榮」（Liberty and Prosperity）字樣。此旗幟於1896年起正式採用。